# The Life of Shakespeare
The Life of Shakespeare è un film muto del 1914 diretto da Frank R. Growcott e J.B. McDowell. Fu l'ultima regia della breve carriera di McDowell.

## Produzione
Il film fu prodotto dalla British & Colonial Kinematograph Company. Venne girato in Inghilterra, a Stratford-upon-Avon nel Warwickshire e a Walthamstow, a Londra.

## Distribuzione
Distribuito dalla Moving Pictures Sales Agency, uscì nelle sale cinematografiche britanniche nel febbraio 1914. Negli Stati Uniti, il film venne distribuito con il titolo Loves and Adventures in the Life of Shakespeare.